# Leucanopsis turrialba
Leucanopsis turrialba är en fjärilsart som beskrevs av William Schaus 1911. Leucanopsis turrialba ingår i släktet Leucanopsis och familjen björnspinnare. Inga underarter finns listade i Catalogue of Life.